# Karel Sedláček (šipkař)
Karel Sedláček (* 17. února 1979 Červený Kostelec) je český šipkař. V roce 2020 se stal historicky prvním českým hráčem, který získal statut profesionála prostřednictvím PDC Q-school. V roce 2024 o status PDC přišel  následně však v další Q-school jako celkově třetí v žebříčku kartu na další dva roky získal.

## Kariéra

### Začátky
Karel Sedláček se k šipkám dostal v podstatě náhodou, když jej obdaroval šipkami a terčem spolužák ze základní školy, který se šipkového vybavení zrovna chtěl zbavit. To mu bylo 12 let a Karel začal házet. Z počátku jen občas, neboť svůj čas dělil mezi další aktivity. V zimě ale hrál častěji a ke hře strhl i své nejbližší okolí.
O dva roky později začal postupně navštěvovat menší turnaje a dokonce začal působit i v místní lize. Ani základní vojenská služba jeho novou vášeň nepřerušila. Po vojně se díky práci dostal do Pardubic a tam konečně přičichl k vyšší úrovni hry, když začal navštěvovat i turnaje na republikové úrovni.
Steely objevil v roce 2001 a hned přijal výzvu hrát Český pohár. Dvojice hrál s Martinem Kapuciánem a poměrně pravidelně se prosazovali na stupně vítězů. V singlech to bylo horší, protože v té době ostrým šipkám kralovala taková jména jako Miloslav Navrátil, David Miklas, Petr Touš, Pavel Drtil apod.
Začal se rovněž prosazovat v zahraničí. Na okruhu WDF turnajů uhrál finále v Rakousku na Austria Open, 5. místo ve dvojicích na British Open s Otou Zmelíkem, 5. místo na největším tuzemském turnaji, Czech Open. Hned dvakrát vybojoval 3. místo na Romania Open a stejně tak se mu dařilo na Hungaria Open, k tomu přidal další 5. místo na Polish Open. Několikrát se zúčastnil Winmau World Masters.

### BDO
Díky dobrým výsledkům v roce 2013 se stal vítězem východoevropského žebříčku BDO a kvalifikoval se na BDO mistrovství světa 2014. V předkole narazil na Paula Hogana, se kterým prohrál 1–3. Ve stejném roce se mu podařilo se kvalifikovat na BDO World Trophy, v prvním kole si poradil s Robbiem Greenem, kterého porazil 6–1. V osmifinále nestačil na Paula Jenningse a prohrál 2–7. Kvalifikací na BDO mistrovství světa prošel i v roce 2015 a tentokrát v předkole uspěl, když vyřadil poměrem 3–2 Paula Coughlina. V prvním kole potom prohrál 1–3 s pozdějším trojnásobným mistrem světa BDO, Glenem Durrantem. V zápase ale zaznamenal skvělý průměr 99,58 – což byl nejlepší průměr z celého prvního kola a třetí nejvyšší průměr poraženého hráče v celé historii mistrovství světa konaném v Lakeside.

### PDC

#### 2017
V roce 2017 reprezentoval na PDC World Cup of Darts Českou republiku. Po boku Františka Humpuly ale nestačili 1–5 na favorizované Nizozemce v hvězdném složení Michael van Gerwen a Raymond van Barneveld.

#### 2018
V roce 2018 se Sedláček poprvé kvalifikoval na turnaj PDC European Tour, konkrétně na Dutch Darts Championship, které se konalo v nizozemském Maastrichtu. V prvním kole nestačil na Williama O'Connora z Irska a prohrál 2–6. V červnu se opět dostal do nominace České republiky na World Cup of Darts, s Romanem Beneckým nestačili 3–5 v úvodním kole na favority z Anglie ve složení Rob Cross a Dave Chisnall. Ve stejném roce také opět získal titul Mistra republiky 2018 v jednotlivcích. Na listopadovém Czech Open se stal zaslouženým vítězem, ve finále porazil 6–2 Hannese Schniera z Rakouska.

#### 2019
Rok 2019 začal účastí na Evropské Q-School, kde mu vytoužená Tour Card uniká velmi těsně. 6 promarněných šipek na zavření mu zabránilo dostat se mezi šipkové profesionály. Na podzim roku 2019 vyhrál Východoevropskou kvalifikaci na PDC mistrovství světa a stal se historicky druhým českým hráčem, kterému se povedlo kvalifikovat na tento prestižní podnik. V prvním kole PDC Mistrovství světa v šipkách podlehl poměrem 0–3 Keeganu Brownovi z Anglie. V průběhu roku se kvalifikoval na další podnik European Tour, German Darts Grand Prix v Mnichově. Tam zaznamenal velký úspěch, když po výhrách 6–4 nad Brazilcem Diogem Portelou, 6–4 nad hráčem top 15, Ianem Whitem, a 6–5 nad Darrenem Websterem (tehdy také v top 15) pronikl do čtvrtfinále. V tom sehrál velmi vyrovnaný souboj s německou jedničkou, Maxem Hoppem, podlehl mu až v rozhodujícím legu 5–6. Pro Sedláčka je toto zatím nejlepší výkon v rámci PDC European Tour. Společně s Pavlem Jirkalem poté reprezentovali Českou republiku na World Cup of Darts 2019, v prvním kole nestačili poměrem 2–5 na tým Polska ve složení Krzysztof Ratajski a Tytus Kanik. Sedláček si následně zahrál na domácím podniku European tour v Praze – Czech Darts Open, historicky prvním turnaji PDC konaném na českém území. V prvním kole vyřadil 6–5 zkušeného Brendana Dolana, ve druhém kole pak nestačil poměrem 4–6 na Iana Whitea. V září se zúčastnil posledních čtyřech turnajů série PDC Challenge Tour, nejlépe došel do osmifinále na PDC Challenge Tour 18.

#### 2020
18. ledna 2020 se po výhře nad Berrym van Peerem ve třetím dni Evropské Q-school stal historicky prvním českým držitelem Tour card a získal statut profesionála na další dvě sezóny. Na prvních šesti turnajích PDPA Players Championship se mu nejlépe vedlo v tom čtvrtém, kdy pronikl do osmifinále a porazil hráče jako Rob Cross nebo Luke Humphries. Stopku mu vystavil až úřadující mistr světa, Peter Wright. Na začátku března se poprvé zúčastnil major turnaje UK Open, kde se z prvního kola probil po výhrách nad Adamem Huntem a Barriem Batesem do třetího kola. V něm nestačil poměrem 3–6 na Joea Murnana z Anglie.
V listopadu se zúčastnil turnaje Players Championship Finals, kde se probojoval až do osmifinále. Nejprve porazil poměrem 6–4 nasazenou pětku Krzysztofa Ratajského, načež si poradil s Madarsem Razmou 6–5. Nad jeho síly byl až Mervyn King, se kterým prohrál 5–10.

#### 2021
Podruhé v kariéře si zahrál na mistrovství světa, jeho soupeřem v 1. kole byl anglický šipkař Ryan Joyce. Sedláček měl v závěrečném 5. setu celkem 6 šipek na vítězství, zápas ale prohrál poměrem 2–3. Na březnovém UK Open byl úspěšnější, do turnaje nastoupil ve 2. kole, které vyhrál 6–0, stejným poměrem ovládl i kolo třetí. Nad jeho síly byl až Simon Whitlock, se kterým ve 4. kole prohrál 7–10.

#### 2022
V lednu se opět zúčastnil Q-school, kde se mu ale nedařilo a PDC Tour Card neobhájil. Účastnit se tak mohl jen turnajů nižších kategorií.

#### 2023
Při své třetí účasti na mistrovství světa poprvé uspěl v prvním kole, kdy byl jeho soupeřem Raymond Smith, kterého porazil 3–0. Ve druhém kole narazil na nasazenou šestnáctku Dirka van Duijvenbodeho. Během zápasu měl jednu šipku na vítězství, nakonec ale soupeři podlehl 2–3 v prodloužení.
Q-School Sedláček zahájil vypadnutím 0–6 v prvním kole. Následující den ale došel až do finále, což znamenalo zisk pěti bodů do průběžné tabulky. V dalších dvou dnech vypadl vždy ve 4. kole a získal tak po dvou bodech. S celkovým ziskem devíti bodů se umístil na 6. místě v evropském žebříčku Q-School a pro následující dva roky získal profesionální kartu.

## Výsledky na mistrovství světa

### BDO
- 2014: Předkolo (porazil ho Paul Hogan 1–3)
- 2015: První kolo (porazil ho Glen Durrant 1–3)

### PDC
- 2019: První kolo (porazil ho Keegan Brown 0–3)
- 2021: První kolo (porazil ho Ryan Joyce 2–3)
- 2023: Druhé kolo (porazil ho Dirk van Duijvenbode 2–3)
- 2025: První kolo (porazil ho Rhys Griffin 0–3)

## Výsledky na turnajích

### BDO
| Turnaj                      | 2013 | 2014 | 2015 |
| --------------------------- | ---- | ---- | ---- |
| Hodnocené televizní turnaje |      |      |      |
| Mistrovství světa           | DNP  | PR   | 1R   |
| BDO World Trophy            | DNP  | 2R   | 1R   |
| Winmau World Masters        | 2R   | 1R   | 1R   |

### PDC
| Turnaj                          | 2017 | 2018              | 2019              | 2020              | 2021              | 2022              | 2023              | 2024 | 2025 |
| ------------------------------- | ---- | ----------------- | ----------------- | ----------------- | ----------------- | ----------------- | ----------------- | ---- | ---- |
| Hodnocené televizní turnaje     |      |                   |                   |                   |                   |                   |                   |      |      |
| Mistrovství světa               | BDO  | DNQ               | 1R                | DNQ               | 1R                | DNQ               | 2R                | DNQ  | 1R   |
| UK Open                         | BDO  | DNP               | DNP               | 3R                | 4R                | DNP               | 5R                | 2R   |      |
| Mistrovství Evropy              | BDO  | Nekvalifikoval se | Nekvalifikoval se | Nekvalifikoval se | Nekvalifikoval se | 1R                | DNQ               | DNQ  |      |
| Players Championship Finals     | BDO  | DNP               | DNP               | 3R                | Nekvalifikoval se | Nekvalifikoval se | Nekvalifikoval se | 1R   |      |
| Nehodnocené televizní turnaje   |      |                   |                   |                   |                   |                   |                   |      |      |
| World Cup of Darts              | 1R   | 1R                | 1R                | 1R                | 1R                | 1R                | RR                | 2R   | QF   |
| Statistika                      |      |                   |                   |                   |                   |                   |                   |      |      |
| Pořadí v žebříčku na konci roku | –    | 180               | 152               | 81                | 71                | 68                | 108               |      |      |

| Legenda | Legenda | Legenda | Legenda        | Legenda | Legenda           | Legenda | Legenda     | Legenda | Legenda   |
| ------- | ------- | ------- | -------------- | ------- | ----------------- | ------- | ----------- | ------- | --------- |
| #R      | kolo    | QF      | čtvrtfinále    | SF      | semifinále        | F       | finalista   | W       | vítěz     |
| RR      | skupina | DNP     | nezúčastnil se | DNQ     | nekvalifikoval se | NH      | nekonalo se | WD      | odstoupil |